# Afroceto martini
Afroceto martini is een spinnensoort uit de familie van de Trachelidae.
De wetenschappelijke naam van de soort werd in 1897 als Ceto martini gepubliceerd door Eugène Simon.